# Vent dominant

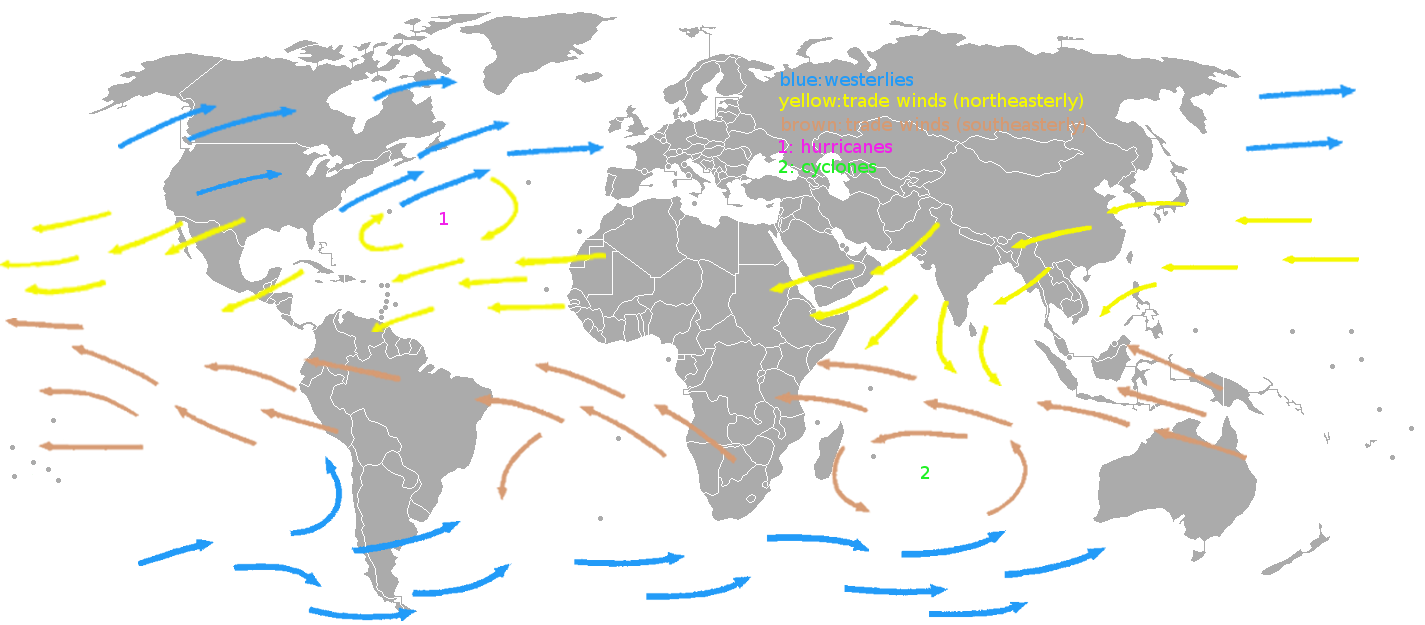
Els vents de ponent i els vents alisis.

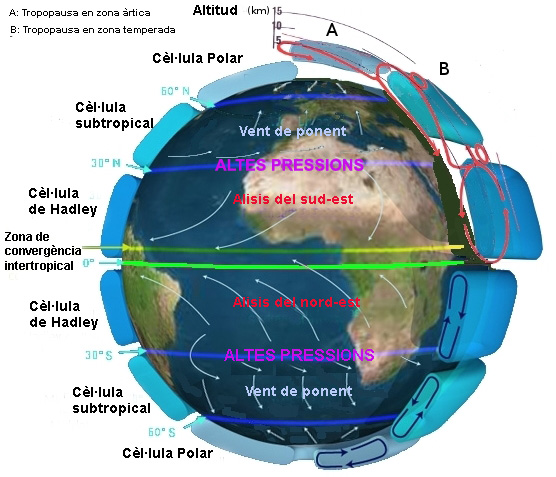
Els vents formen part de la circulació atmosfèrica de la Terra.

En meteorologia, els vents predominants són aquells que bufen predominantment d'una única direcció general sobre un determinat punt de la superfície de la Terra. Els vents dominants són les tendències en la direcció del vent de velocitat més elevada sobre un determinat punt de la superfície de la Terra. Els vents predominants i dominants d'una regió sovint estan afectats pels patrons globals de moviment de l'atmosfera terrestre. En general, els vents bufen globalment de l'est a latituds baixes i altes. A les latituds mitjanes dominen els vents de ponent, la força dels quals depèn del cicló polar. A les àrees on els vents tendeixen a ser suaus, el cicle brisa marina/brisa terrestre és el factor més important pel vent predominant; a les àrees amb terreny variable, les brises de muntanya i de vall dominen el patró eòlic. Les superfícies molt elevades poden generar una depressió tèrmica, que augmenta el flux eòlic ambiental.
Les roses dels vents són eines que es fan servir per determinar la direcció del vent predominant. Conèixer el vent predominant permet desenvolupar estratègies de prevenció de l'erosió del sòl de terres destinades a l'agricultura, com per exemple a les Grans Planes. Les dunes es poden orientar en paral·lel o en perpendicular al règim de vent predominant a llocs costaners i desèrtics. Els insectes segueixen el vent predominant, mentre que els ocells poden volar més independentment del vent predominant. Els vents predominants de llocs muntanyosos poden provocar gradients de precipitacions significatius a la topografia: els vessants a sobrevent són humits mentre que els vessants a sotavent presenten condicions desèrtiques.

## Determinació per una ubicació

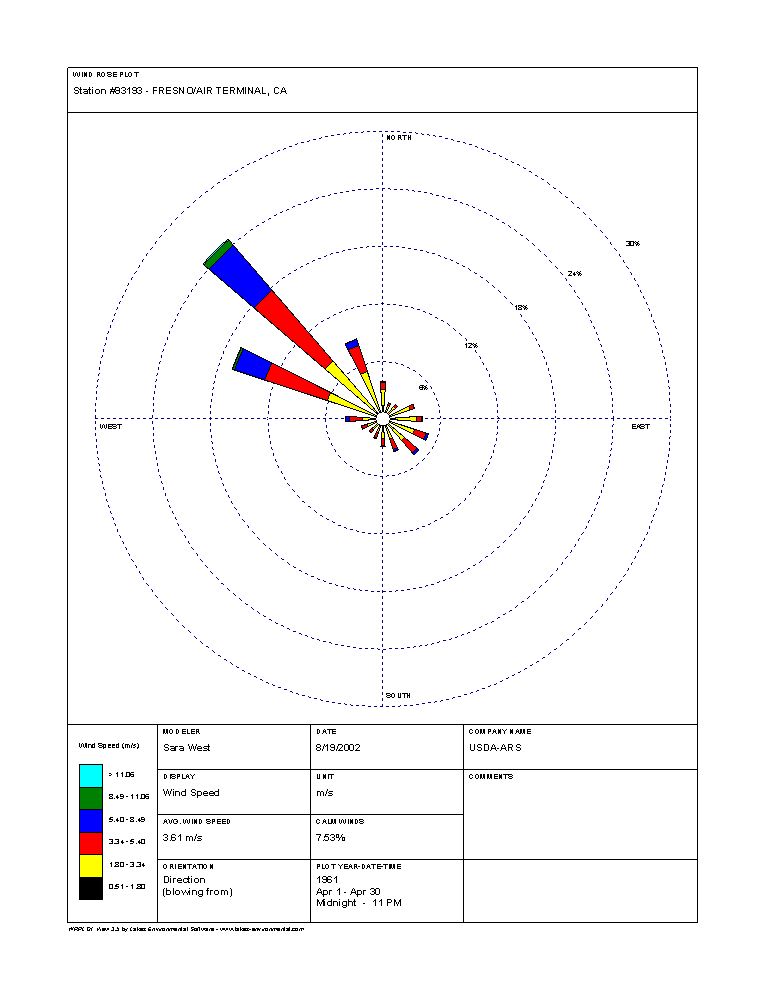
Rosa del vents per a l'Aeroport Internacional Fresno Yosemite per al període 1961-1990

Les roses delsvents típicament usen de 8 a 16 direccions cardinals, com són nord (N), NNE, NE, etc., encara que es poden subdividir en fins a 32 direccions.

## Climatologia

### L'impacte dels vents alisis
Els vents alisis són la pauta prevalent de vents superficials de l'Est que es troben en els tròpics prop de lequador terrestre, al sud de la cresta subtropical. Aquests vents bufen predominantement des del nord-oest a l'Hemisferi Nord i des del sud-est a l'Hemisferi Sud. Els alisis actuen com el flux de direcció per als ciclons tropicals que es formen sobre els oceans, guiant el seu camí cap a l'oest. Els vents alisis també guien la pols africana cap a l'oest per sobre de l'Oceà Atlàntic fins a la mar del Carib, com també a parts del sud-est d'Amèrica del Nord.

### Vents de l'oest i el seu impacte

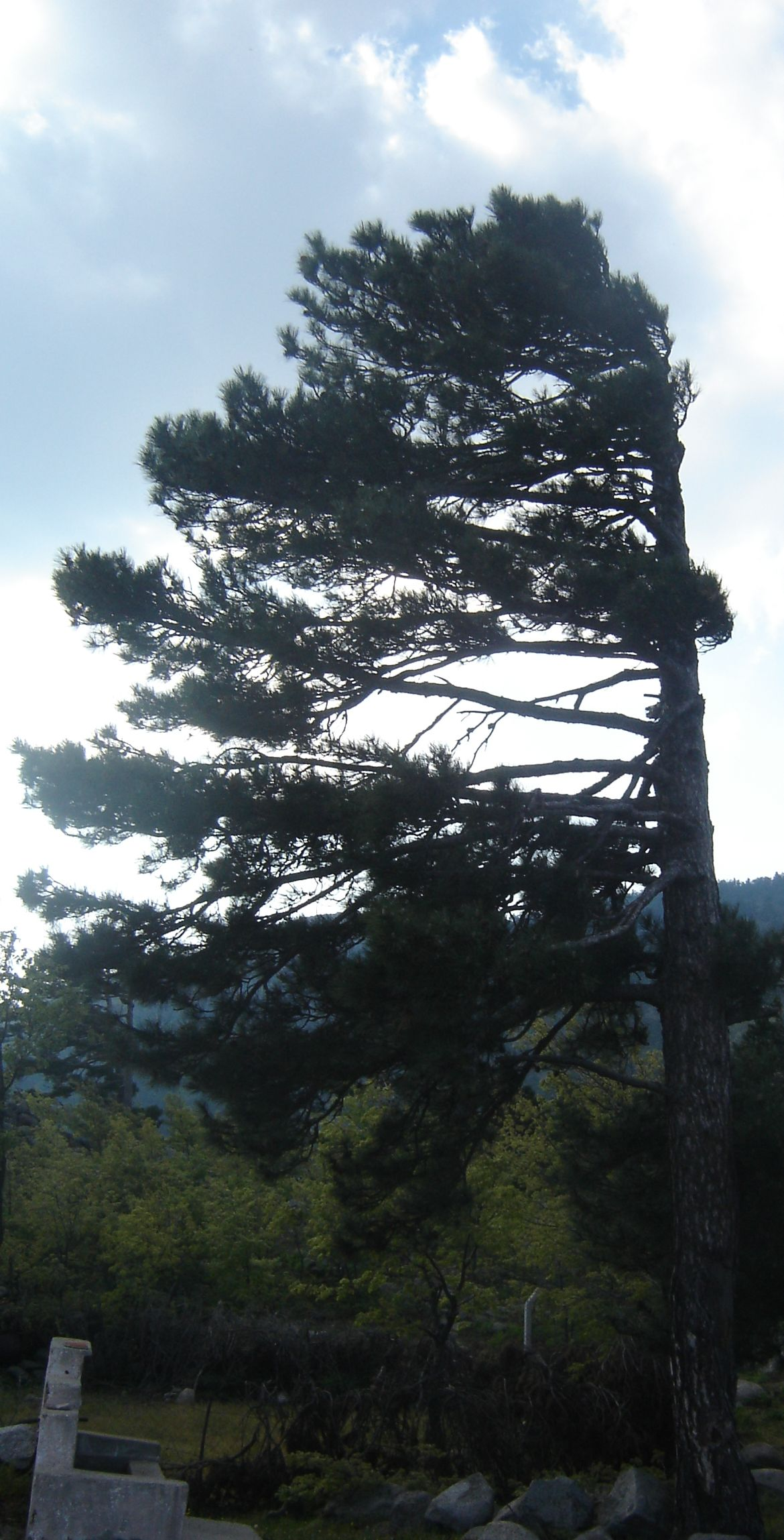
Efecte d'un vent dominant sobre un arbre a l'oest de Turquia.

Els vents de l'oest són els que predominen a les latituds mitjanes entre els 35 i 65 graus de latitud, bufen d'oest a est al nord de la zona d'altes pressions conegudes com la cresta subtropical en les anomenades latituds del cavall. Aquests vents dominants bufen des de l'oest cap a l'est, i dirigeixen els ciclons extratropicals en l'hemisferi nord en la sevamanera general. Els vents són predominantment del sud-oest a l'Hemisferi Nord i el nord-oest en l'Hemisferi sud. Són més forts a l'hivern quan la pressió és més baixa sobre els pols i també quan el cicló polar quan les pressions són altes sobre els Pols.
Junt amb els alisis, els vents de l'oest van permetre una via de comerç al voltant del món per als vaixells de vela. Els vents de l'oest poden ser particularment intensos, especialment a l'Hemisferio Sud, on hi ha menys terres a les latituds mitjanes. Els vents de l'oest més forts en les latituds mitjanes s'anomenen vendavals de les latituds 40 o vents bramadors entre els 40 i 50 graus de latitud Sud dins l'Hemisferi Sud. Els vents de l'oest tenen un paper important per a portar les aiües i els vents equatorials a les costes occidentals dels continents, especialment a l'hemisferi sud degut a la seva gran extensió oceànica.

### Vents de l'Est polars
Els vents de l'Est polars (també coneguts com les cèl·lules de Hadley polars) són els vents predominants secs i freds que bufen des de les zones d'alta pressió de les alçades polars en els Pols (Pol Nord i Pol Sud) cap a les zones de baixa pressió dins dels vents de l'oest a latituds altes. Aquests vents dominants bufen des de l'est cap a l'oest i sovint són febles i irregulars. A causa del baix angle del sol l'aire fred es construeix i va baixant al Pol creant zones d'alta pressió superficial, forçant un flux d'aire dirigit cap a l'equador terrestre; aquest flux es desvia cap a l'oest per l'efecte de Coriolis.